# مدينة أيوتايا التاريخية
(بالإنجليزية:Sukhothai بالتايلاندية: ราชอาณาจักรสุโขทัย) أصبحت أيوتايا التي أبصرت النور حوالي عام 1350 العاصمة الثانية لمملكة سيام بعد سوكوتاي، قبل أن يدمّرها البرمانيون في القرن الثامن عشر. أما آثارها التي تتميز بوجود الأبراج المروّسة أو أبراج الذخائر الضخمة وأديرة ذات مقاييس هائلة فتقدّم فكرة عن روعتها السابقة.

## معرض صور

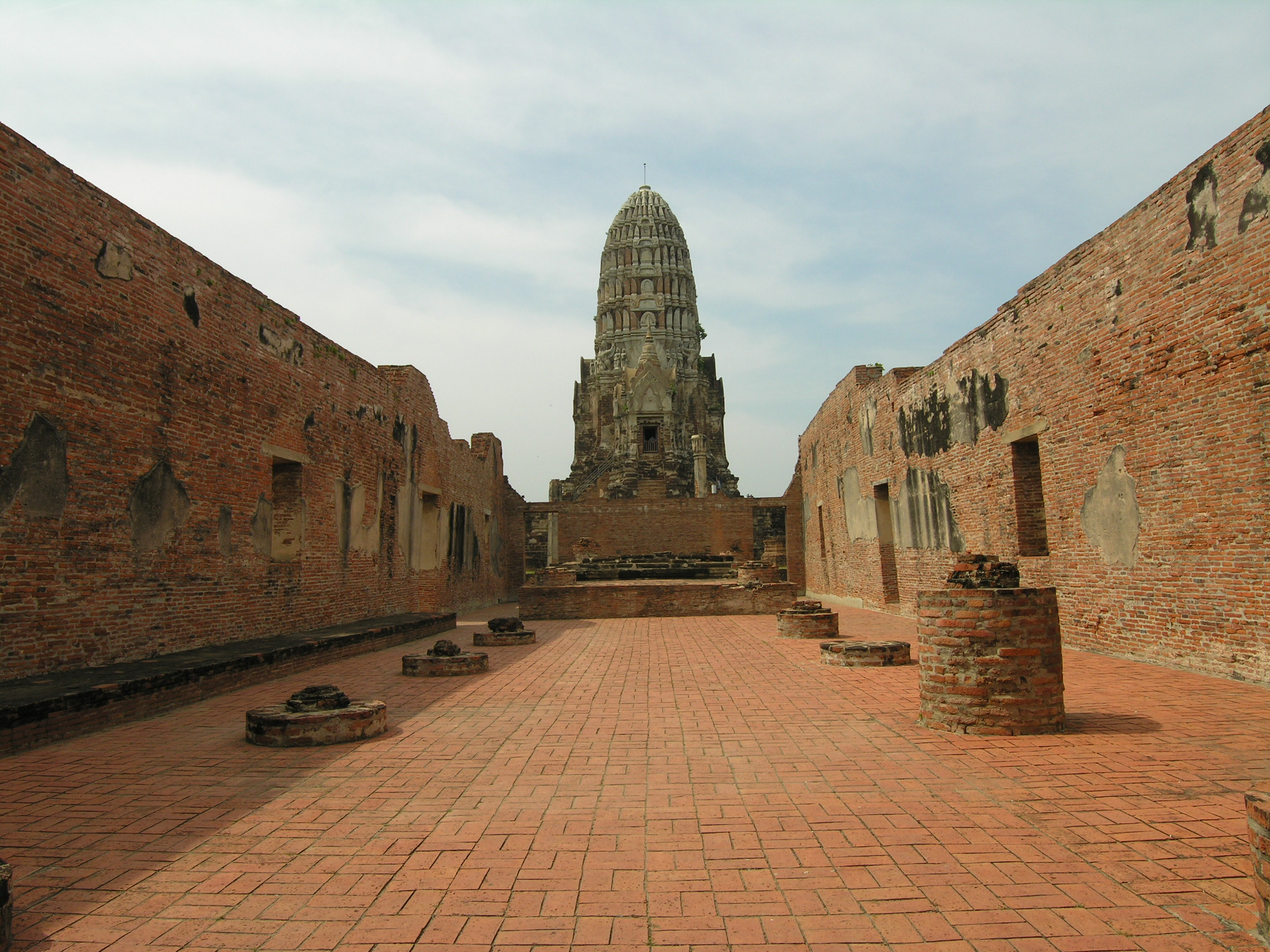
آثار تاريخية مدينة أيوتايا

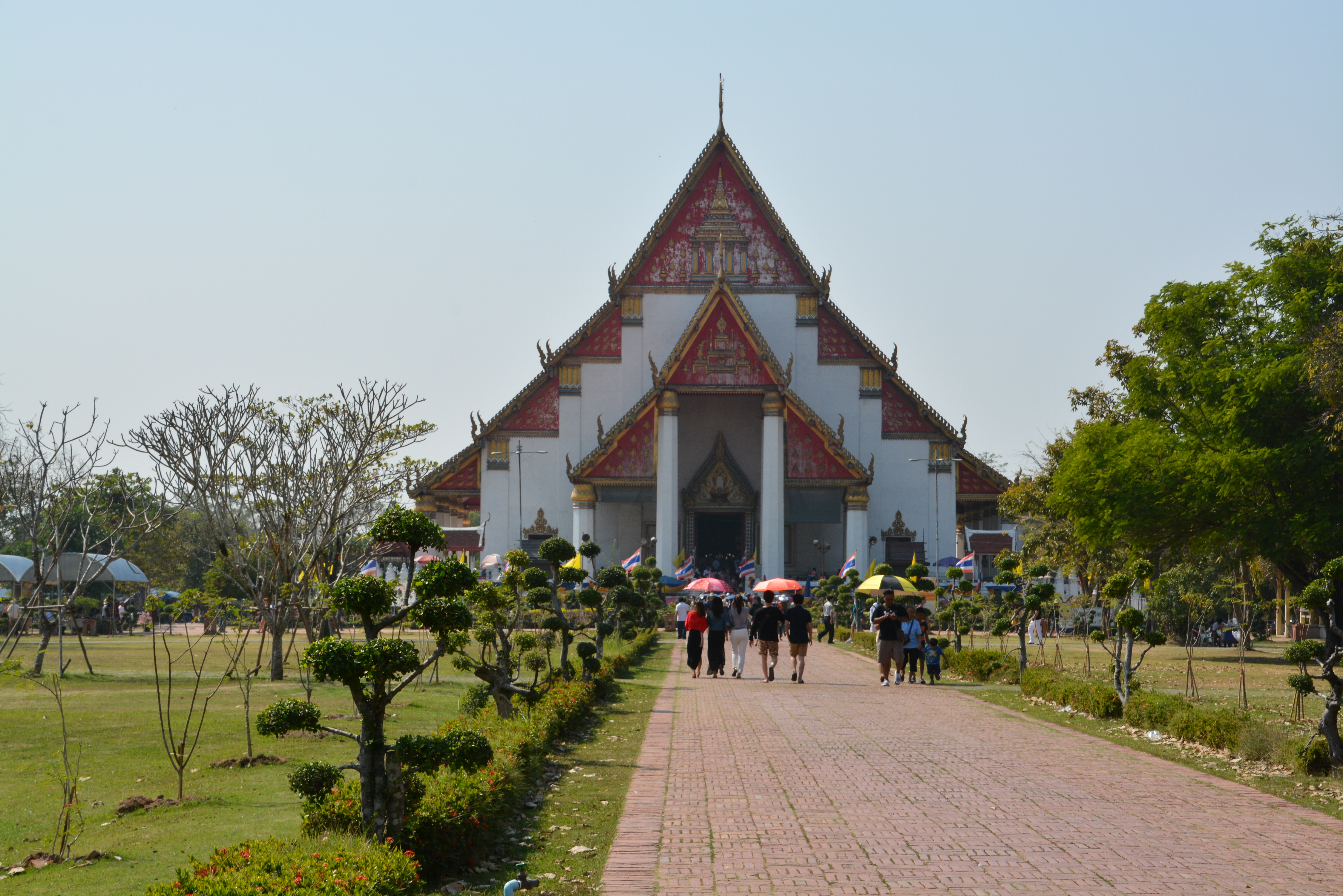
حديقة تاريخية
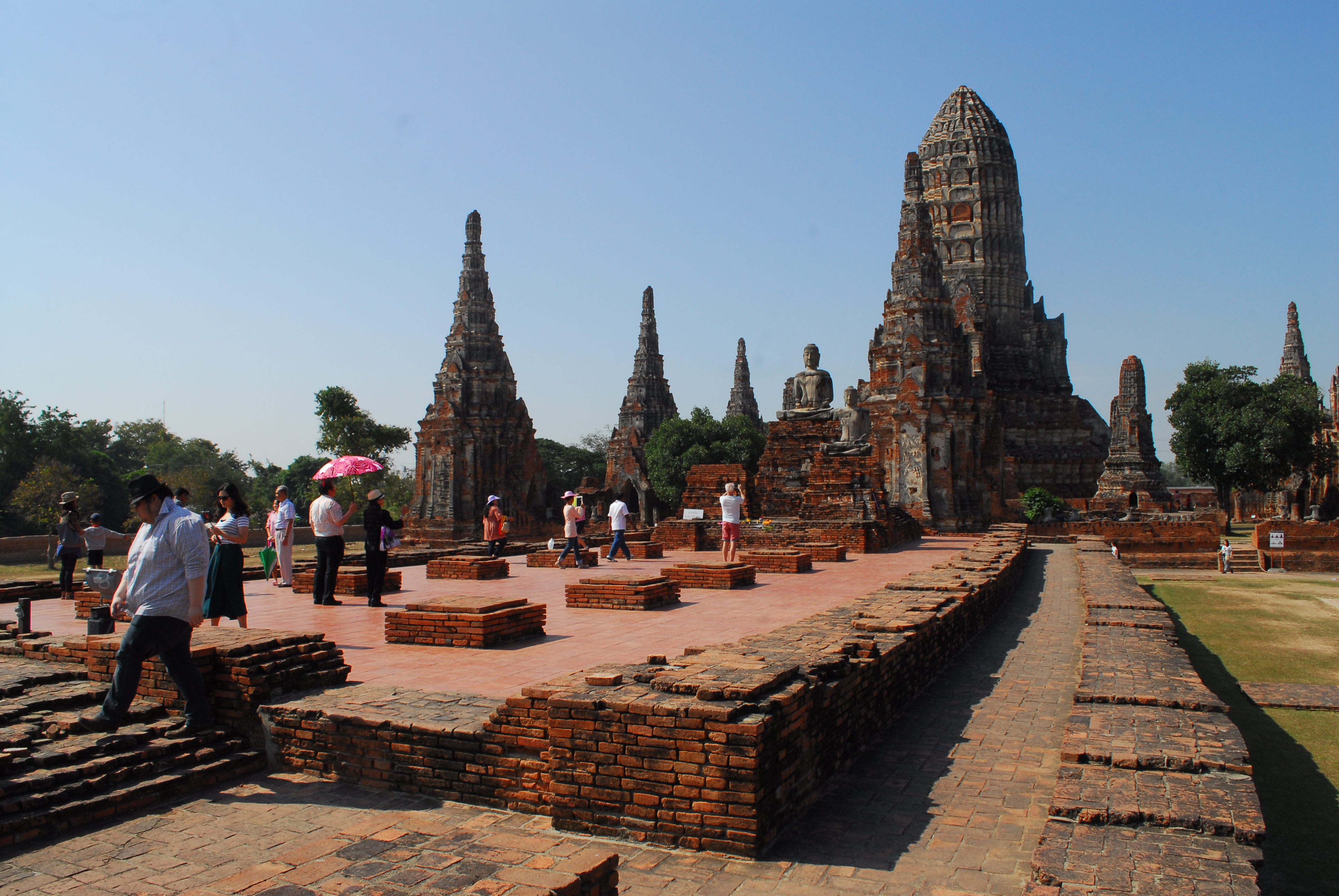
جانب آخر من الحديقة
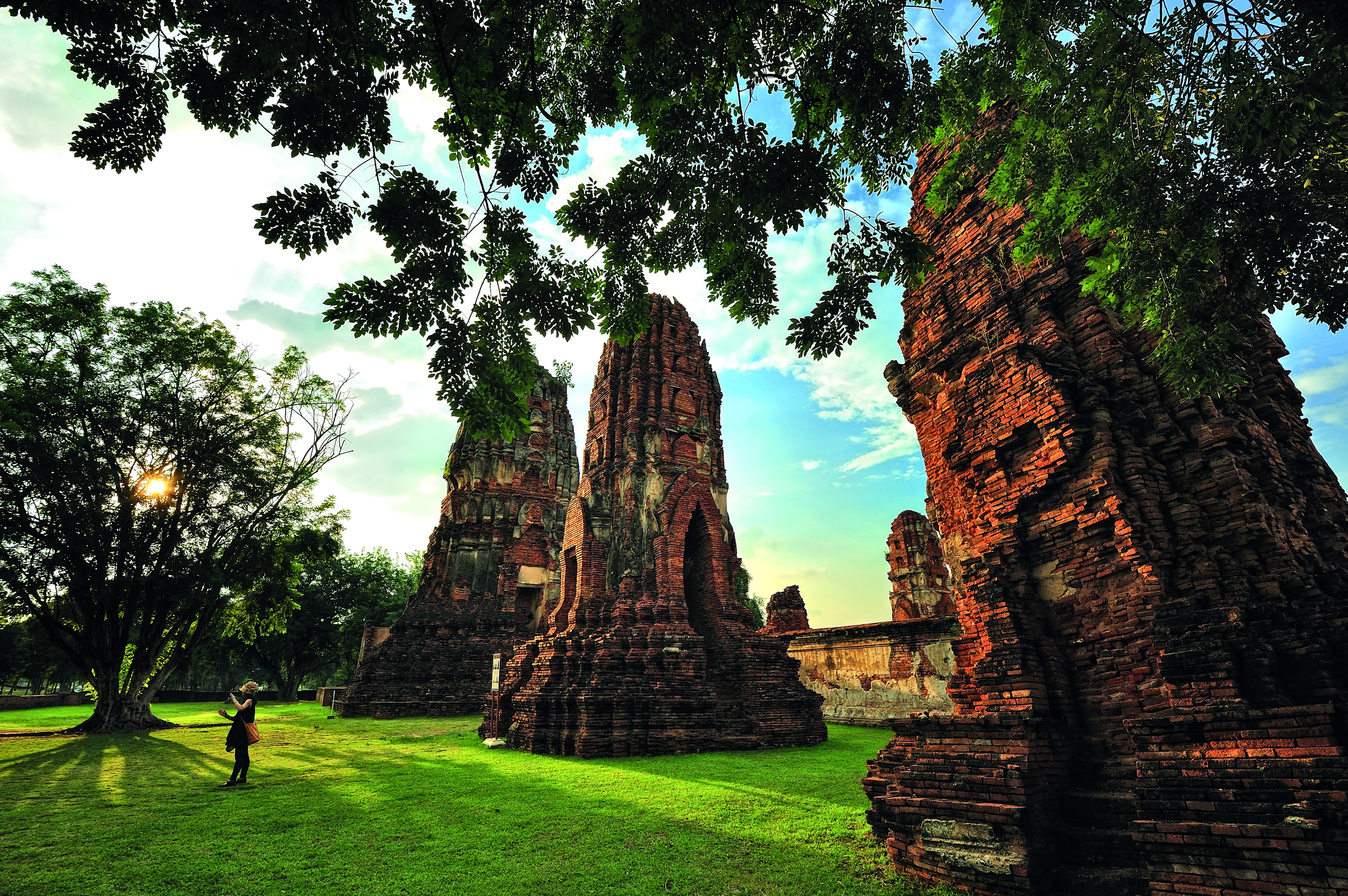
لقطة أخرى
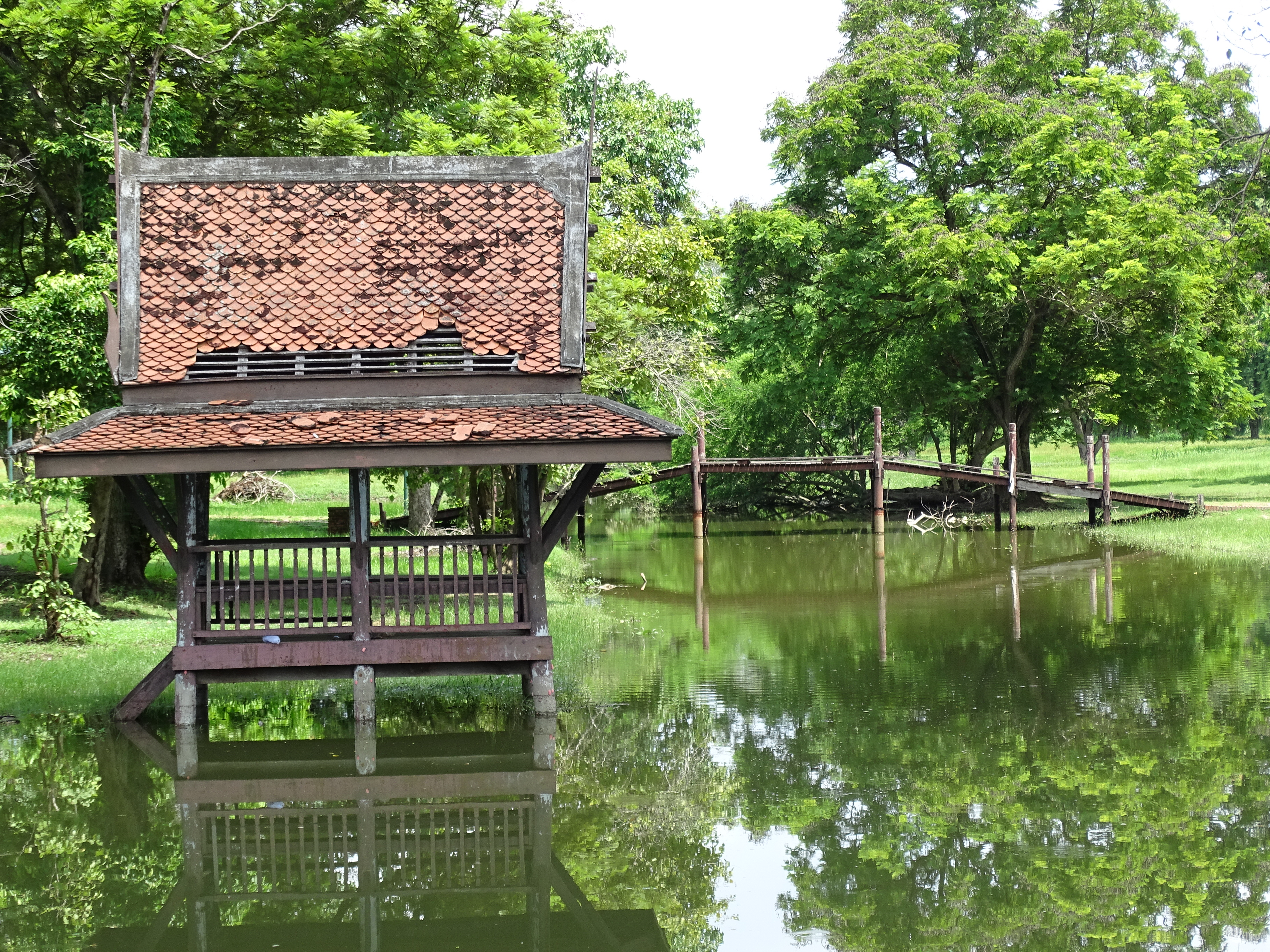
جلسة في الحديقة
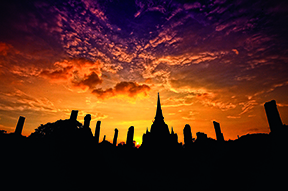
الحديقة ليلا

## المصدر
موقع التراث العالمي